# Golfe de Gaète
Le golfe de Gaète (en italien : Golfo di Gaeta) est une partie de la mer Tyrrhénienne, sur la côte ouest de l'Italie. Il est limité par le cap Circeo au nord, l'île d'Ischia au sud et les îles Pontines à l'ouest. Le golfe de Gaète baigne deux régions italiennes : le Latium et la Campanie.
Le golfe de Gaète mesure 92 km dans sa plus grande longueur et environ 50 km dans sa plus grande largeur. Il porte le nom de la ville italienne de Gaète, qui est située sur un promontoire du littoral du Latium. Le Volturno est le principal cours d'eau qui se jette dans le golfe ; le Garigliano sert de limite administrative entre les régions du Latium et de Campanie. 
Le golfe de Gaète a une forte vocation touristique, grâce aux plages de Terracina, Sperlonga et Gaète et aux îles d'Ischia et de Procida. Le port le plus important est celui de Gaète, alors que les ports de Terracina et Formia ont des liaisons avec les deux plus grandes îles Pontines.
Le golfe accueillit de 1967 à 2006 une base navale de l'OTAN, qui fut le port d'attache du vaisseau amiral de la Sixième flotte américaine.

## Galerie

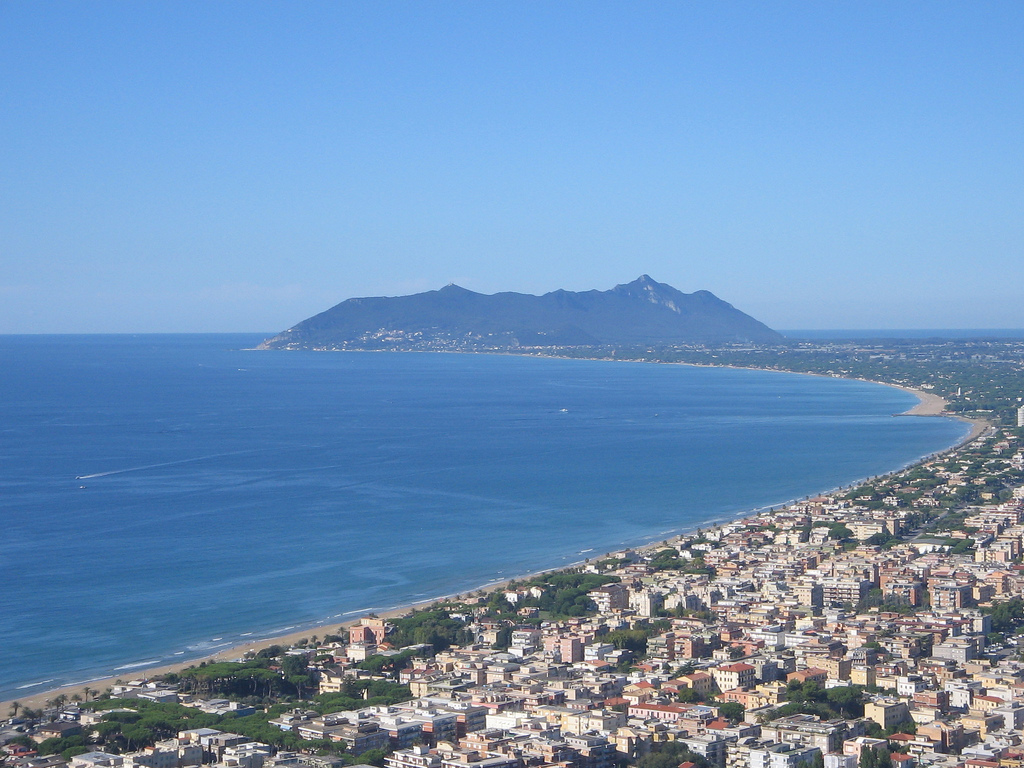
Vue de la côte nord du golfe et cap Circeo
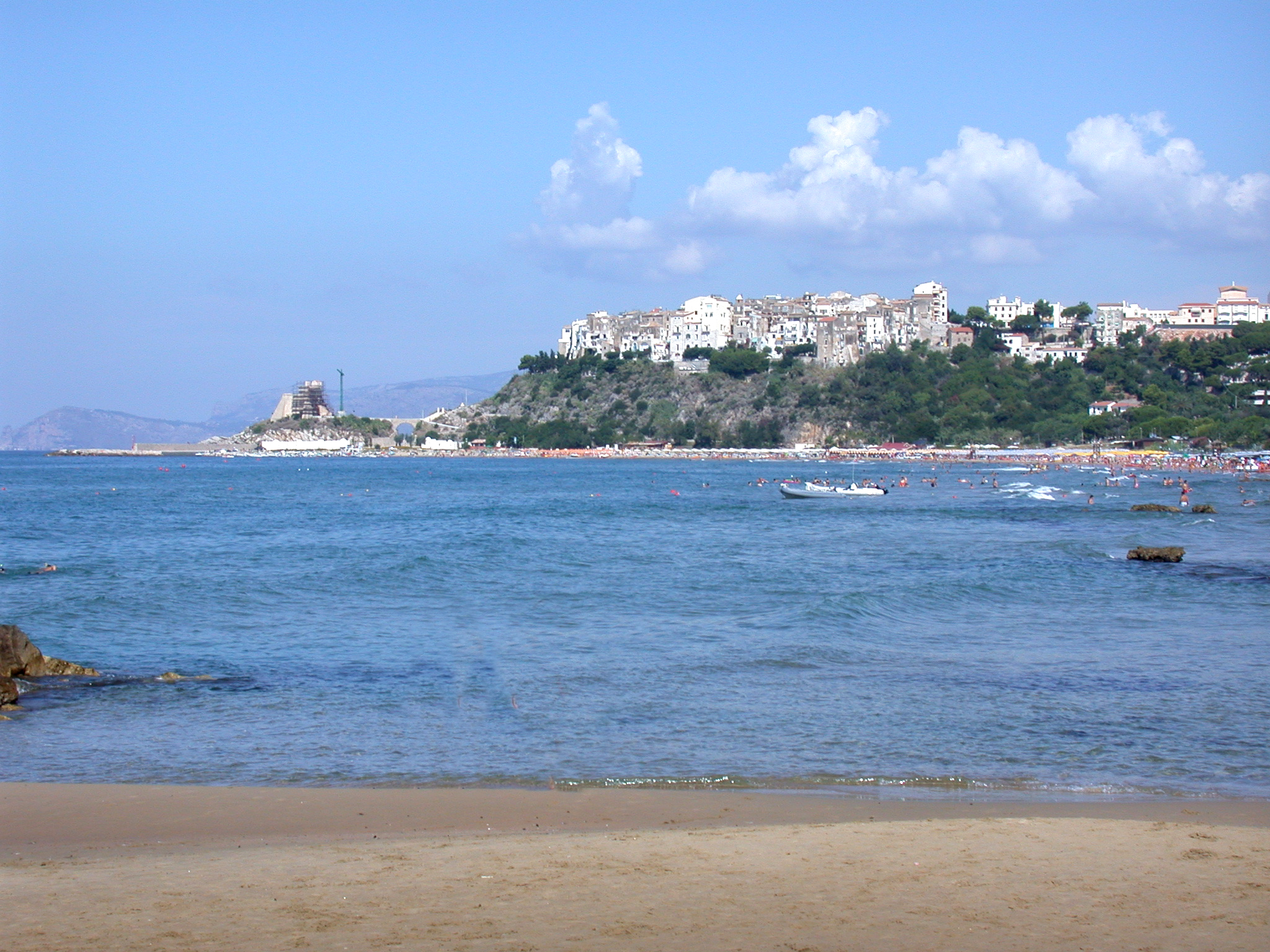
Sperlonga sur le golfe de Gaète
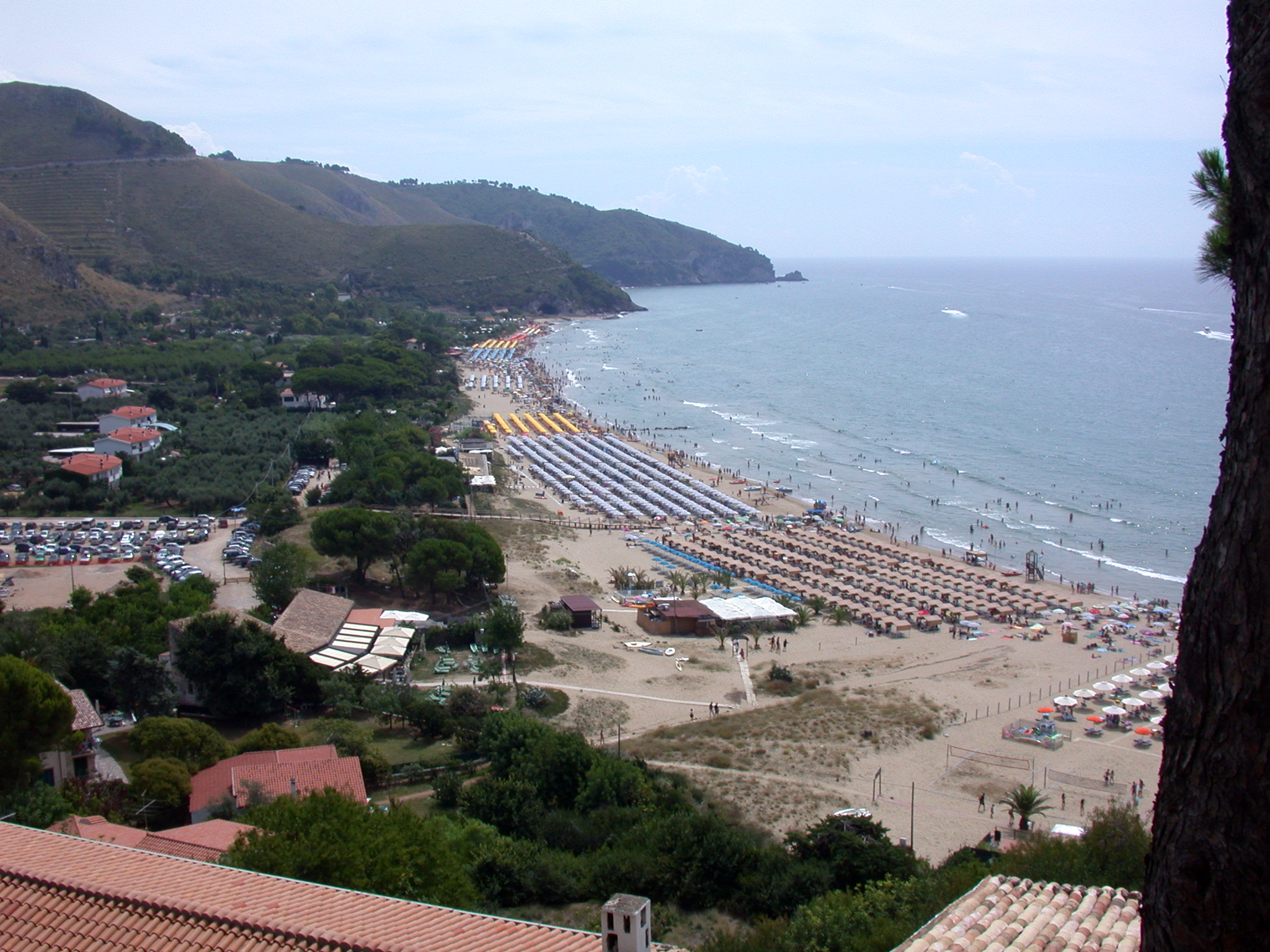
Plage de Sperlonga
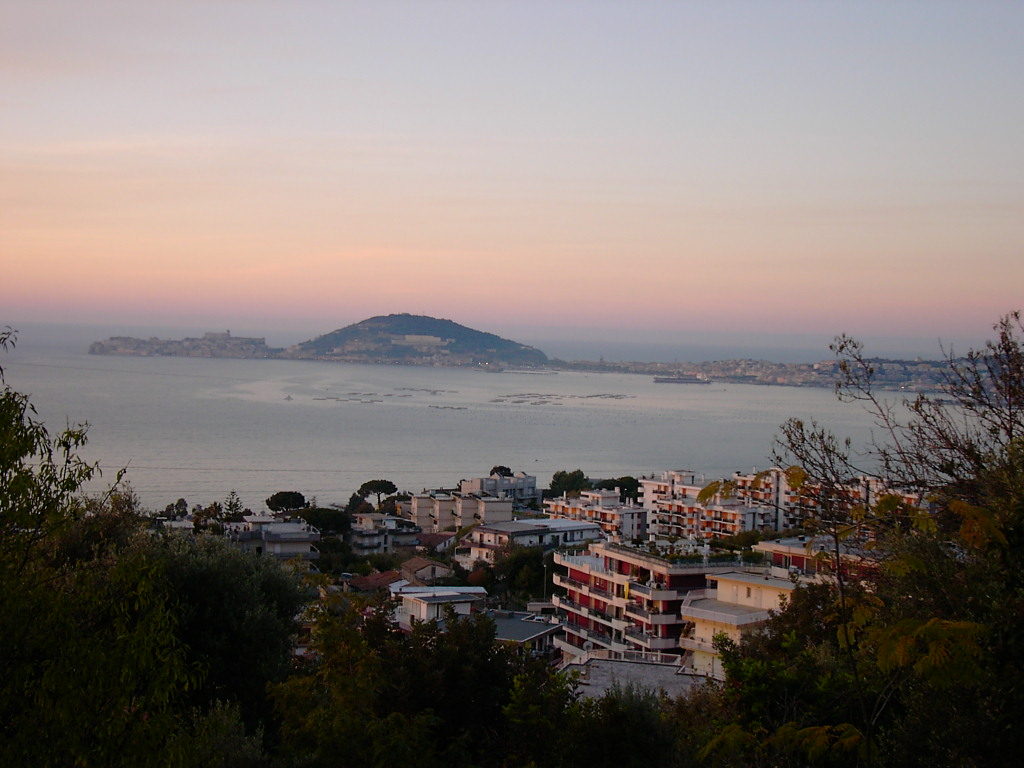
La golfe de Gaète à Formia
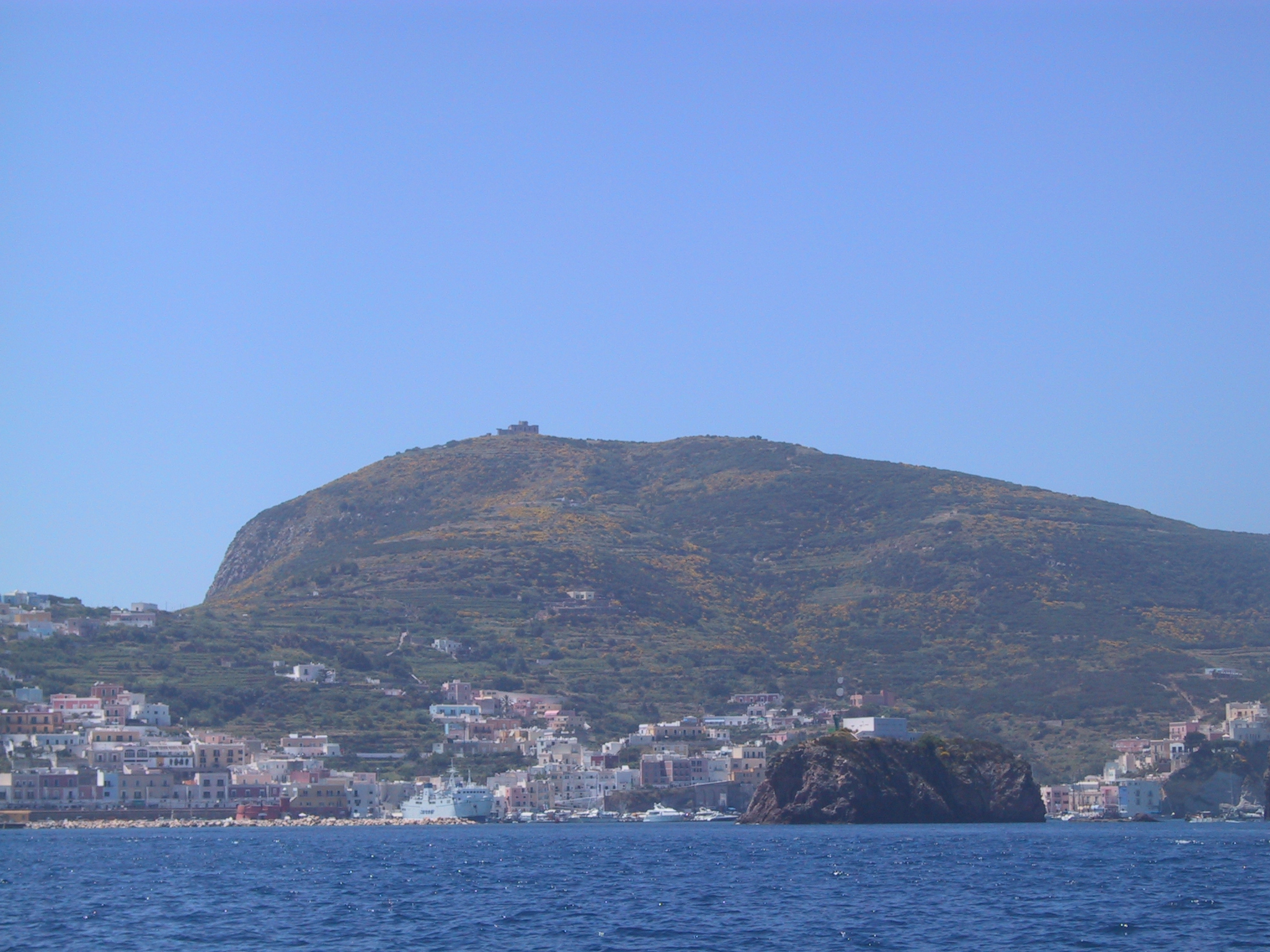
Port de Ponza, dans les îles Pontines
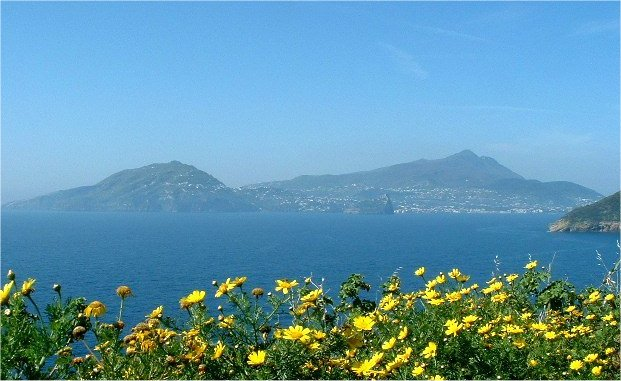
Ischia depuis Procida
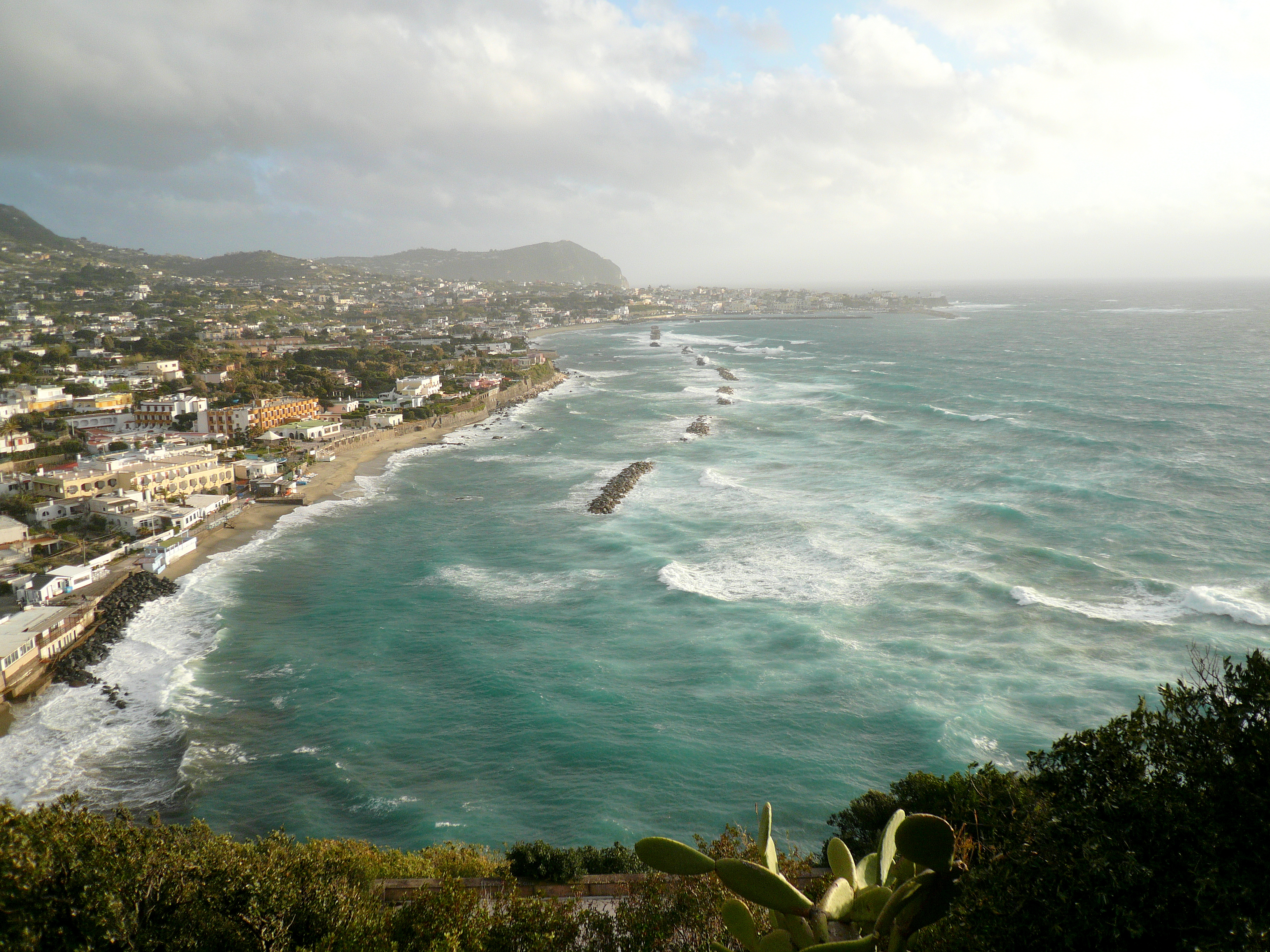
Ischia ; plage de San Francesco
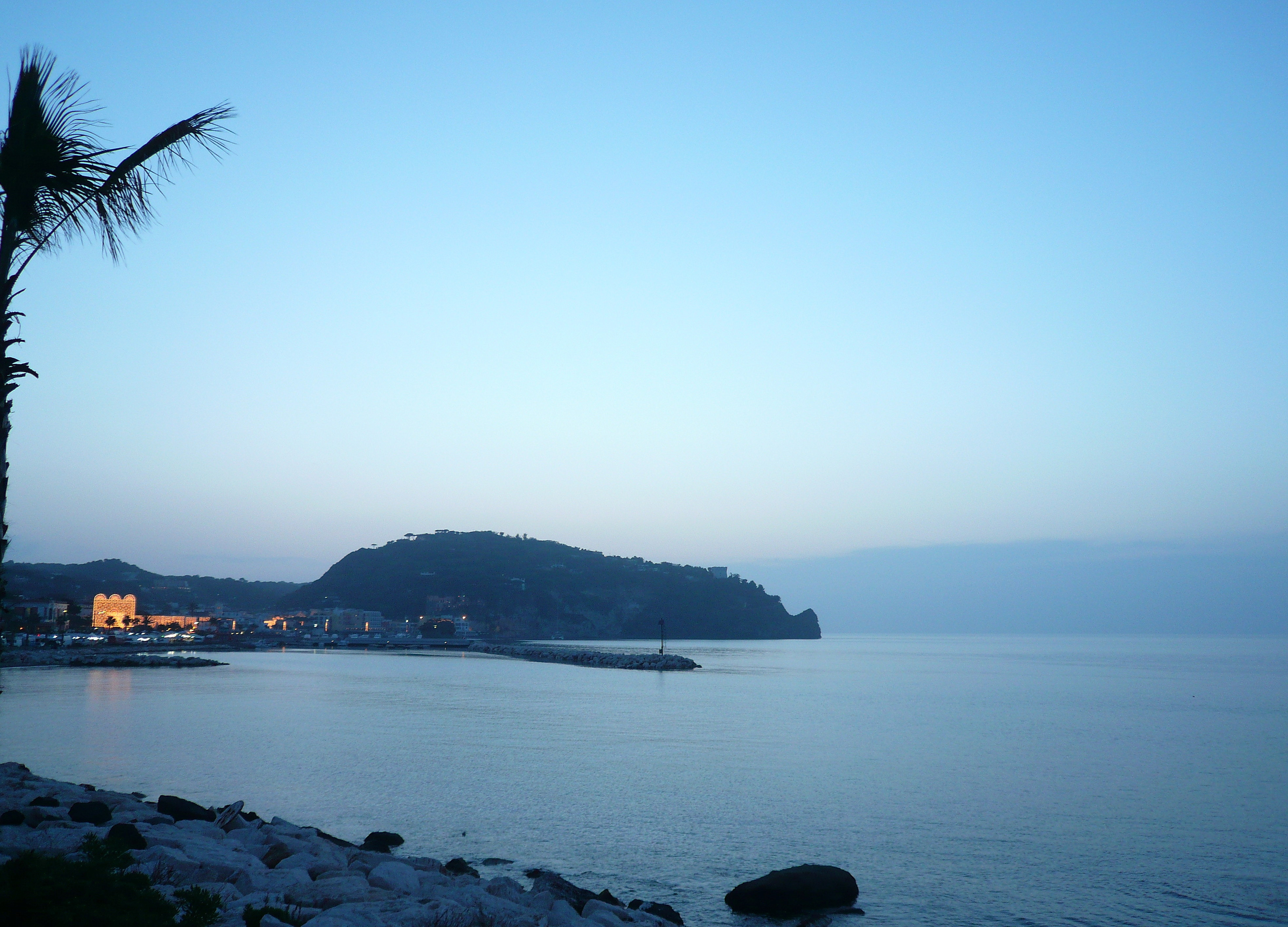
Monte Vico à Ischia